# Carl Reinhold von Krassow
Carl Reinhold comte von Krassow (né le 15 avril 1812 à Stralsund et mort le 13 février 1892 à Pansevitz (de) sur Rügen) est un fonctionnaire et homme politique prussien.

## Biographie
Carl Reinhard von Krassow est issu de l'ancienne famille de Rügen von Krassow (de). Il est le fils de Friedrich Heinrich von Krassow (de) (1775-1844) et de son épouse Jaquette Gustava, née von Essen. Il est scolarisé par des tuteurs et va à l'université dès le 29 septembre 1830 étudier le droit et les sciences à l'Université de Berlin, où il s'intéresse beaucoup aux sciences naturelles. Avec Eduard Leyde, il écrit un manuel en trois volumes sur la zoologie, la botanique et la minéralogie.
En 1838, il se voit confier l'administration du bureau de l'arrondissement de Franzburg et devient rapidement administrateur de l'arrondissement. Après la mort de son père en 1844, il demande à être libéré et se consacre à la gestion des domaines de Divitz (de) près de Barth.
En 1848, avec le pasteur de Stralsund Magnus Böttger (de), il fonde l'Association des amis de la mission intérieure de la Nouvelle-Poémranie-Occidentale et Rügen.
En 1849, Krassow devient député de la Chambre des représentants de Prusse pour Franzburg et Rügen. En 1852, il devient président du district de Stralsund. Dans ce poste, il se consacre avec un succès particulier au développement du système scolaire. En 1861, Krassow devient député de la chambre des seigneurs de Prusse sur présentation des propriétés foncières anciennes et fortifiées dans les districts de Nouvelle-Poméranie-Occidentale et Rügen. Pour son travail, il est nommé le 31 mars 1869 nommé citoyen d'honneur de Stralsund. Le roi de Prusse lui décerne la croix de commandeur de l'Ordre de la Maison des Hohenzollern et le titre de « Vrai Conseiller Privé » avec le titre « Excellence ». Après le rétablissement de l'Ordre de Saint-Jean en 1853, il devient le premier commandant de la coopérative provinciale de Poméranie de l'Ordre et le reste jusqu'en 1876. Il occupe le poste honorifique de maître chasseur héréditaire dans la principauté de Rügen (de) et la Lande de Barth.
En 1869, Krassow démissionne pour des raisons de santé. Il devient député chevalier de l'arrondissement de Franzburg-Barth au parlement provincial de Poméranie (de). Il meurt en 1892 dans son domaine de Pansevitz (de) à Rügen.

## Famille
Krassow se marie avec Clementine von Below (de) (née le 11 mars 1819 et morte le 12 août 1888), la fille du Generalleutnant Wilhelm von Below (de) (1783–1864), avec qui il a trois filles. C'est pourquoi la branche comtale des von Krassow s'éteint avec lui dans la lignée masculine. La fille aînée Luise von Krassow (née le 31 octobre 1843 et morte le 7 février 1930), mariée à Edzard zu Innhausen und Knyphausen, devient maîtresse du fidéicommis de Krassow à Pansevitz.

## Travaux
- Carl Reinhold von Krassow, Eduard Leyde: Lehrbuch der Naturgeschichte für Gymnasien und höhere Bürgerschulen. 3 Bände, Berlin 1835–1838.